# Zuid-Amerikaanse ratelslang
De Zuid-Amerikaanse ratelslang (Crotalus durissus) is een slang uit de familie adders (Viperidae) en de onderfamilie groefkopadders (Crotalinae).

## Naam en indeling
De wetenschappelijke naam van de soort werd voor het eerst voorgesteld door Carl Linnaeus in 1758. Later werd de wetenschappelijke naam Caudisona durissa gebruikt.

## Uiterlijke kenmerken
De Zuid-Amerikaanse ratelslang wordt maximaal 1,8 meter lang, de mannetjes worden groter dan vrouwtjes. De staart is relatief kort en bedraagt maximaal 10 procent van de lichaamslengte. De kop is duidelijk te onderscheiden van het lichaam door de aanwezigheid van een insnoering. De slang heeft 27 tot 31 rijen schubben in de lengte op het midden van het lichaam, meestal zijn dit er 31. De slang heeft 161 tot 195 schubben aan de buikzijde. Onder de staart zijn 20 tot 34 staartschubben aanwezig.
De lichaamskleur is bruin, met een donkere of lichtere tekening, er is erg veel variatie vanwege het grote aantal ondersoorten. Zowel ruitvormige vlekken, lengtestrepen als zigzagstrepen komen voor.

## Verspreiding en habitat
De Zuid-Amerikaanse ratelslang komt voor in delen van zuidelijk Noord-Amerika en Midden- en Zuid-Amerika en leeft in de landen Brazilië, Venezuela, Colombia, Guyana, Suriname, Frans-Guyana, Argentinië, Paraguay, Bolivia, Uruguay en Aruba. Het is een van de weinige ratelslangen die niet in de Verenigde Staten voorkomt. De habitat bestaat uit droge tropische en subtropische bossen, vochtige tropische en subtropische bossen, zowel in laaglanden als in bergstreken, savannen, scrublands en graslanden. De soort is aangetroffen van zeeniveau tot op een hoogte van ongeveer 2000 meter boven zeeniveau.
Vanwege het relatief grote verspreidingsgebied is er veel genetische variatie. Dit uit zich in een vrij groot aantal van zes verschillende ondersoorten die qua kleurpatroon en verspreidingsgebied sterk kunnen afwijken.

## Leefwijze
Het voedsel van deze nachtactieve, terrestrische slang bestaat voornamelijk uit knaagdieren. Overdag ligt het dier opgerold verscholen in de begroeiing. De vrouwtjes zetten geen eieren af maar zijn eierlevendbarend, de jongen komen levend ter wereld. De worp bestaat meestal uit zes tot twaalf jongen die een lengte hebben van 28 tot 43 centimeter.

## Giftigheid
Net als alle ratelslangen is deze soort giftig, het sterke neurotoxische gif veroorzaakt verlammingen. De beet van de ondersoort C. d. terrificus kan blindheid veroorzaken. Door het grote verspreidingsgebied en de sterke giftigheid (het is een van de 25 giftigste slangen ter wereld) is de slang verantwoordelijk voor vele beten per jaar. De Zuid-Amerikaanse ratelslang wordt op grote schaal gevangen om de huid, die erg geschikt is voor de fabricage van slangenleer.

## Beschermingsstatus
Door de internationale natuurbeschermingsorganisatie IUCN is de beschermingsstatus 'veilig' toegewezen (Least Concern of LC).

## Ondersoorten
De soort wordt verdeeld in zes ondersoorten. Een aantal voormalige ondersoorten wordt tegenwoordig als aparte soorten erkend, voorbeelden zijn de op Aruba inheemse Aruba-ratelslang (Crotalus unicolor) en de soort Crotalus vegrandis. De huidige ondersoorten zijn onderstaand weergegeven, met de auteur en het verspreidingsgebied.
| Naam                          | Auteur                 | Verspreidingsgebied                                    |
| ----------------------------- | ---------------------- | ------------------------------------------------------ |
| Crotalus durissus cumanensis  | Humboldt, 1811         | Venezuela, Colombia, mogelijk in Guyana                |
| Crotalus durissus durissus    | Linnaeus, 1758         | Guyana                                                 |
| Crotalus durissus marajoensis | Hoge, 1966             | Brazilië                                               |
| Crotalus durissus ruruima     | Hoge, 1965             | Venezuela, Brazilië                                    |
| Crotalus durissus terrificus  | Laurenti, 1768         | Brazilië, Uruguay, Argentinië, Paraguay, Peru, Bolivia |
| Crotalus durissus trigonicus  | Harris & Simmons, 1978 | Brazilië, Guyana                                       |